# Cohete sonda RNII
P. I. Ivanov desarrolló un cohete sonda en el RNII (Instituto de Investigación de Propulsión a Chorro, en ruso) entre 1944 y 1946. El cohete, de cuatro etapas y propulsado por combustible sólido, era capaz de alcanzar 40 km de altura. Se hicieron solo cuatro lanzamientos, tres de ellos fallidos. El programa fue cancelado.
El cohete usaba un motor RS-132, con las etapas superiores usando un casco de aluminio en lugar del habitual acero. La carga útil fue diseñada por el FIAN (Instituto de Física de la Academia de Ciencias, en ruso), y estaba diseñada para medir rayos cósmicos.
El primer lanzamiento se realizó el 19 de marzo de 1946. En junio del mismo año se hizo otro, que no prosperó debido a que el cohete se desvió del curso durante la ignición de la segunda etapa.

## Especificaciones
- Apogeo: 40 km
- Masa total: 90 kg
- Diámetro: 0,13 m
- Longitud total: 3,6 m
- Envergadura: 0,3 m